# Municipio de Aiguá
El municipio de Aiguá es uno de los ocho municipios del departamento de Maldonado, en Uruguay. Fue creado por la Ley Nº 18.653 del 15 de marzo de 2010.

## Territorio
El municipio se encuentra localizado en la zona norte del departamento de Maldonado. Cuenta con un área de 1.246 km² (26% del área departamental) y una población aproximada de 4.500 habitantes (2,36% de la población departamental).

### Zonas incluidas en el municipio
- Aiguá
- Alférez
- Coronilla
- Los Talas
- Paso de los Talas
- Rincón de Aparicio
- Salamanca
- Sarandí de Aiguá
- Sauce de Aiguá
- Valdivia

## Límites
Según los Decretos Nº 3862 y 3863 de la Junta Departamental de Maldonado, se estableció la siguiente jurisdicción territorial:

Artículo 5º) Créase el Municipio de AIGUÁ, el que tendrá la siguiente jurisdicción territorial:

Al Este: Arroyo del Alférez, Arroyo de Rocha, Cuchilla Falsa y Cuchilla de Los Cerrillos, Camino Vecinal y Arroyo José Ignacio.

Al Sur: Caminos Vecinales

Al Norte y Oeste: parte del Arroyo de los Caracoles y Arroyo del Aiguá.

## Distritos electorales
Según el Decreto Nº 3909 del 2 de diciembre de 2014 (decreto ampliatorio del 3862) de la Junta Departamental de Maldonado, se dispusieron las siguientes series electorales:
- DFA: Aiguá
- DFB: Los Talas
- DDD: Coronilla

## Autoridades
La autoridad del municipio es el Concejo Municipal, compuesto por el Alcalde y cuatro Concejales.
| Nº | Alcalde                  | Partido             | Inicio del mandato      | Fin del mandato         | Observaciones   | Concejales                                                                        |
| -- | ------------------------ | ------------------- | ----------------------- | ----------------------- | --------------- | --------------------------------------------------------------------------------- |
| 1  | Ruben Álvarez            | Partido Nacional PN | 9 de julio de 2010      | julio de 2015           | Alcalde elegido | Gustavo Delgado (PN) Julio Tabeira (PN) Daniel Perdomo (FA) Nancy Dutra (PC)      |
| 2  | Esteban Raúl Agustoni    | Partido Nacional PN | julio de 2015           | 26 de noviembre de 2020 | Alcalde elegido | Ernesto San Román (PN) Silbia Magnoni (PN) Daniel Perdomo (FA) Wiston Guerra (PC) |
| 3  | Ernesto Rafael San Román | Partido Nacional PN | 27 de noviembre de 2020 | 2025                    | Alcalde elegido | Liliana Bernárdez (PN) Jesús Álvarez (PN) Wiston Guerra (PC) Iris Calabuig (PC)   |